# Гиперэллиптическая проекция Тоблера

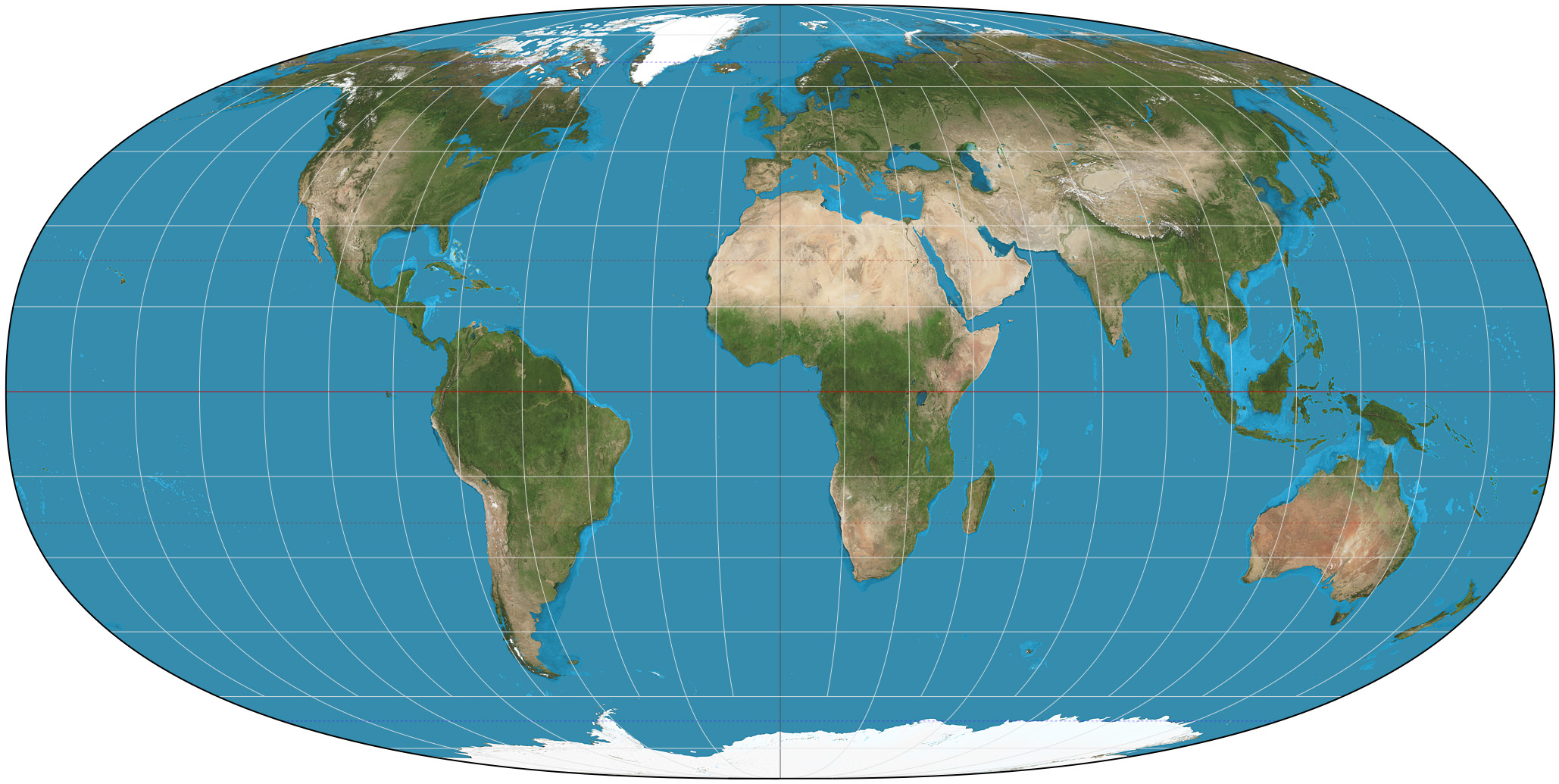
Проекция Тоблера для Земного шара при α = 0, γ = 1.18314, k = 2.5

Гиперэллиптическая проекция Тоблера — семейство равновеликих псевдоцилиндрических проекций, используемых в картографии. Названы в честь Валдо Тоблера, который разработал эту проекцию в 1973 году.
Параллели в проекции представляют собой параллельные прямые, расстояние между которыми устанавливается с таким расчётом, чтобы обеспечить постоянство площадей; меридианы (кроме центрального, который является прямой, перпендикулярной параллелям) представляют собой суперэллипсы или кривые Ламе вида
{\displaystyle a|x|^{\gamma }+b|y|^{\gamma }=1,}
где a зависит от долготы, а b постоянно для данной карты. При γ = 2 проекция Тоблера превращается в проекцию Моллвейде; при γ = 1 — в проекцию Колиньона, а при γ стремящемся к бесконечности — в цилиндрическую проекцию. В практически используемых проекциях обычно γ > 2.